# Salvador Pueyo i Pons
|  | No s'ha de confondre amb Salvador Pueyo i Badia. |

Salvador Pueyo i Pons (Barcelona, 1935) és un compositor català.
Des de 1960, ha compost unes 50 obres interpretades per les orquestres més prestigioses i ha rebut nombrosos premis i homenatges durant la seva carrera. Ha treballat amb intèrprets com Montserrat Caballé o directors com Yehudi Menuhin.
Va estudiar al Conservatori Superior Municipal de Música de Barcelona els cursos oficials de Piano, direcció d'orquestra, instrumentació, composició i folklore. La seva preparació la van portar els mestres Toldrá i Zamacois i més tard va ampliar els seus estudis a l'École Normale de Musique de París.

## Obra
Ha compost obres d'òpera, orquestra, cors o piano. El 1965 es consagra en obtenir la seva obra Abstracciones el Premi Ciutat de Barcelona. El 1977 estrena la seva Simfonia barroca, obra que ha estat interpretada centenars de vegades per prestigiosos directors europeus i americans. El 1986 Monserrat Caballé estrena Cap al meu silenci, un cicle de cançons per a veu i corda força interpretat per Caballé, per exemple, al Palau de la Música Catalana o al Carnegie Hall de Nova York. El 1996 estrena a Copenhague Morta fiamma, per commemorar la capitalitat cultural europea d'aquesta ciutat. El 1992 estrena el ballet Yerma, basat en l'obra homònima de Federico García Lorca. Algunes de les seves darreres obres són Complanta (2001), Alma yagada (2000), Eternament (1998) o Terra baixa, juntament amb el dramaturg Guillem-Jordi Graells, prevista per a servir d'obertura del Festival Montserrat Caballé.